# Oberleitungsfähre
Eine Oberleitungsfähre ist eine besondere Form eines Oberleitungsschiffs beziehungsweise Fährschiffs.

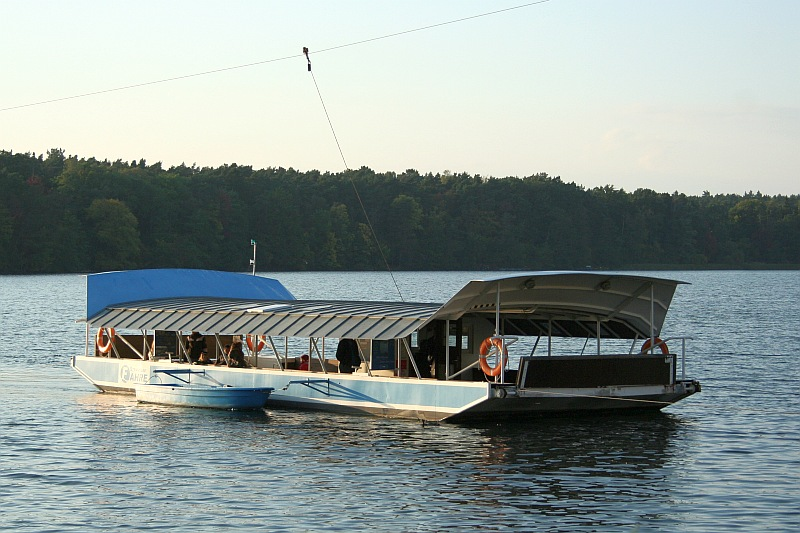
Strausseefähre

Bei einer Oberleitungsfähre bezieht das elektrisch angetriebene Schiff seine Antriebsenergie aus einer Oberleitung über dem Gewässer. Oberleitungsfähren eignen sich nicht für breite Gewässer, da die Gründung von Oberleitungsmasten in Gewässern sehr aufwändig ist. Im Regelfall existiert nur ein einziges Spannfeld. Da meistens nur eine Fahrroute existiert, können auch mehrpolige Oberleitungen verwendet werden. Diese sind dann anzuwenden, wenn das Fahrwasser infolge geringer elektrischer Leitfähigkeit oder infolge behördlicher Auflagen nicht als zweiter Pol genutzt werden kann.

## Beispiele

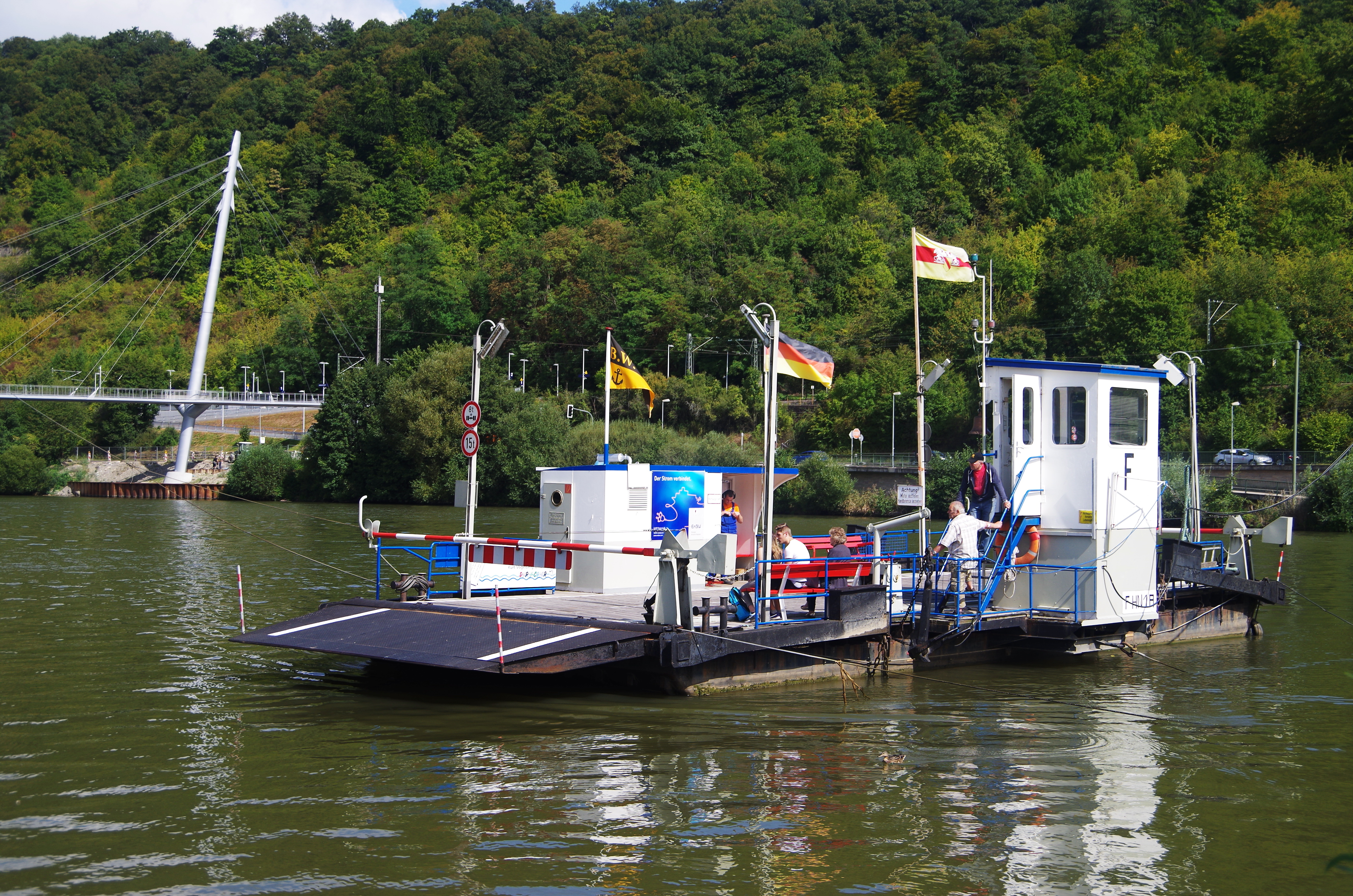
Fähre Haßmersheim

In Deutschland ist die seit 1915 elektrisch betriebene Strausseefähre die letzte verbliebene Oberleitungsfähre. Sie fährt östlich von Berlin über den Straussee und bezieht ihren Fahrstrom aus einer freigespannten einpoligen Oberleitung.
Von 1948 bis September 2014 war die Fähre Haßmersheim auf dem Neckar in Betrieb; sie gehörte zu den Kettenfähren.

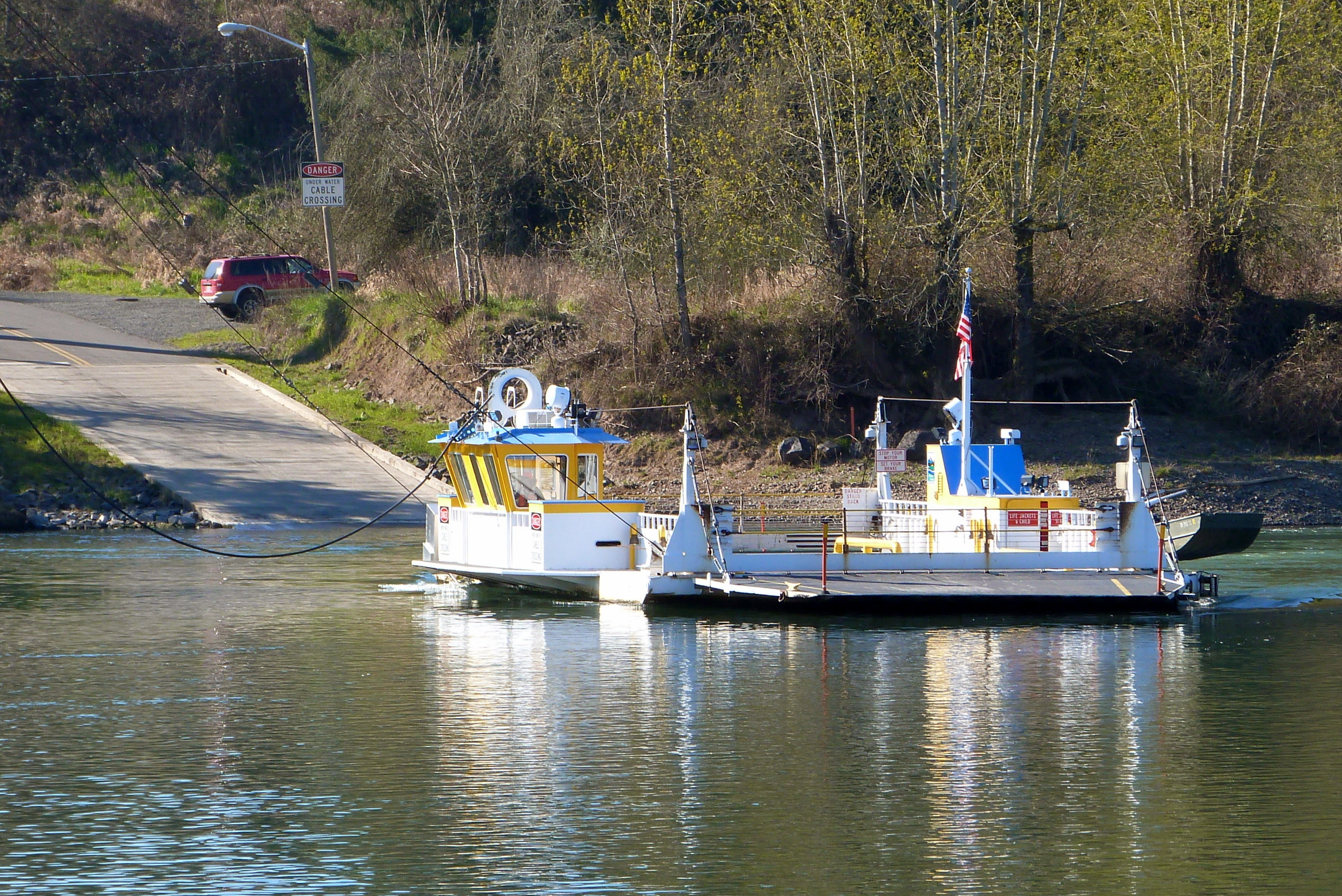
Buena Vista Ferry

Im Jahr 2011 baute Diversified Marine in Portland in Oregon die Buena Vista Ferry, die über eine Oberleitung mit Strom versorgt wird. Sie verbindet Marion County und Polk County über den an dieser Stelle 220 Meter breiten Willamette River. Beide Vorgängerfähren (um 1939–1955 und 1955–2011) wurden über eine stromabnehmerlose Kabelschleppeinrichtung elektrisch angetrieben.
Die Canby Ferry ist eine weitere Oberleitungsfähre über den Willamette River, während die Wheatland Ferry im Jahre 2002 auf dieselelektrischen Antrieb umgestellt wurde.

## Liste realisierter Oberleitungsfähren
| Fähre                   | Land        | Ort                            | Koordinaten                  | Inbetriebnahme | Länge | Stromsystem        | Bemerkungen                              |
| ----------------------- | ----------- | ------------------------------ | ---------------------------- | -------------- | ----- | ------------------ | ---------------------------------------- |
| Fähre Haßmersheim       | Deutschland | Haßmersheim, Baden-Württemberg | 49° 18′ 7″ N, 9° 9′ 12″ O    | 1948           | 120 m | Drehstrom 380 V    | 2014 Betrieb eingestellt                 |
| Mainfähre Rumpenheim    | Deutschland | Offenbach, Hessen              | 50° 8′ 3″ N, 8° 48′ 6″ O     |                | 168 m |                    | seit 1972 kein elektrischer Betrieb mehr |
| Mainfähre Mühlheim      | Deutschland | Mühlheim am Main, Hessen       | 50° 7′ 48″ N, 8° 50′ 12″ O   |                | 160 m |                    | elektrischer Betrieb 1971 eingestellt    |
| Strausseefähre          | Deutschland | Strausberg, Brandenburg        | 52° 34′ 37″ N, 13° 52′ 37″ O | 1915           | 370 m | Wechselstrom 230 V |                                          |
| Elektrische Fähre Thurø | Dänemark    | Svendborg                      | 55° 3′ 18″ N, 10° 39′ 20″ O  | 1911           | 205 m |                    | 1934 Betrieb eingestellt                 |
| Buena Vista Ferry       | USA         | Buena Vista, Oregon            | 44° 46′ 12″ N, 123° 8′ 45″ W |                | 267 m | Drehstrom 480 V    |                                          |
| Canby Ferry             | USA         | Wilsonville, Oregon            | 45° 18′ 0″ N, 122° 41′ 34″ W | 1914           | 300 m | 460 V              |                                          |
| Princeton Ferry         | USA         | Princeton, Kalifornien         | 39° 24′ 43″ N, 122° 0′ 31″ W | 1914           | 182 m |                    | außer Betrieb                            |
| Wheatland Ferry         | USA         | Wheatland, Oregon              | 45° 5′ 25″ N, 123° 2′ 43″ W  |                | 296 m |                    | seit 2002 dieselelektrischer Betrieb     |